# 熊深華
熊深華（?—?），江西高安人，清朝政治人物。
道光12年（1832年），擔任清朝遵义府婺川縣知縣。后由鍾標錦接任。